# Schmidtiacris schmidti
Schmidtiacris schmidti is een rechtvleugelig insect uit de familie veldsprinkhanen (Acrididae). De wetenschappelijke naam van deze soort is voor het eerst geldig gepubliceerd in 1913 door Ikonnikov.